# 8 × 27 mm
Le 8 × 27 mm est une cartouche à bourrelet  utilisée par le revolver Mle 1892 8 mm et pour des armes de poing économiques fabriquées en Belgique et en Espagne.
 
Celles-ci sont souvent des imitations du revolver d'ordonnance lui-même ou d'armes étrangères alors réputées (Colt Police Positive, Nagant 95, Rast & Gasser M1898 ou S&W M&P). 
Ses dimensions sont proches de celles du 8mm Gasser. Sa balle est cylindro-ogivale et de type blindée. Sa puissance est comparable à celle obtenue par le 7,65 Browning d'origine.

## Valeurs métriques
- Diamètre réel de la balle : 8,38 mm
- Longueur de l'étui : 27 mm
- Longueur de la cartouche : 36,7 mm

## Valeur balistique
- Masse de la balle : 7,8 g
- Charge : 0,79 g de poudre noire puis 0,30 g de poudre sans fumée
- Vitesse initiale : 225 m/s
- Énergie initiale : 196 J environ